# Tafí Viejo
Tafí Viejo é uma cidade da Argentina, capital do departamento de Tafí Viejo, província de Tucumã.